# 鹿留川
鹿留川（ししどめがわ）は、山梨県都留市鹿留を流れる、相模川水系の一つの河川である。

## 地理
- 山梨県都留市の御正体山等付近を水源として発し、複数の沢が合流したのちに鹿留川となり、地理的には北方向へ流れてゆく。源付近から山梨県道713号大野夏狩線の起点付近までは、鹿留林道と並行している。県道713号と少し並行する形で流れつつ、やがて桂川（相模川）と合流する。本河川沿いは上流から合流付近まで概ね山間の中を跨ぎながら流れており、途中にキャンプ場等が存在する[1]。

## 流域自治体
- 山梨県都留市鹿留

## 支流
- 曲り沢
- 外寄沢
- 前寄沢
- クラミ沢
- 大沢川

## 橋梁
- 足田川橋

## 環境
- 都留市による河川水質検査において、鹿留川の各検査地点での結果は以下の通りになっている（平成28年2月の実施結果による）[2]。

| 検査地点         |     |           |          |          |                       |              |              |       |
| 水温[℃]          | PH  | BOD[mg/L] | SS[mg/L] | DO[mg/L] | 大腸菌郡数[MPN/100mL] | 全窒素[mg/L] | 全リン[mg/L] |       |
| 沖・足田川橋     | 5.4 | 7.7       | 0.5      | 0.5      | 12.0                  | 3,500        | 0.52         | 0.012 |
| 古渡・おなん淵上 | 7.3 | 7.9       | 0.5      | 0.5      | 11.0                  | 16,000       | 0.74         | 0.065 |

## 観測局
- 富士・東部建設事務所
  - また本河川沿いに砂防雨量局（大野）と水位局がそれぞれ設置されている[3]。

## 周辺
- 鹿留オートキャンプ場
- 鹿留温泉